# Камета (футбольный клуб)
«Камета́» — бразильский футбольный клуб из одноимённого города, штата Пара. В настоящий момент выступает в Лиге Параенсе, сильнейшем дивизионе штата Пара.

## История
Клуб основан 22 июня 2007 года, домашние матчи проводит на стадионе «Парк ду Бакару», вмещающем 8 000 зрителей. С момента своего создания «Камета», как правило, является середняком чемпионата штата Пара. Однако в 2012 году команде удалось выиграть чемпионат штата.
В 2010 году «Камета» играла в Серии D Бразилии, но выступила неудачно, вылетев после первого раунда.

## Титулы
- Чемпион штата Пара (1): 2012